# 마틴 포스트

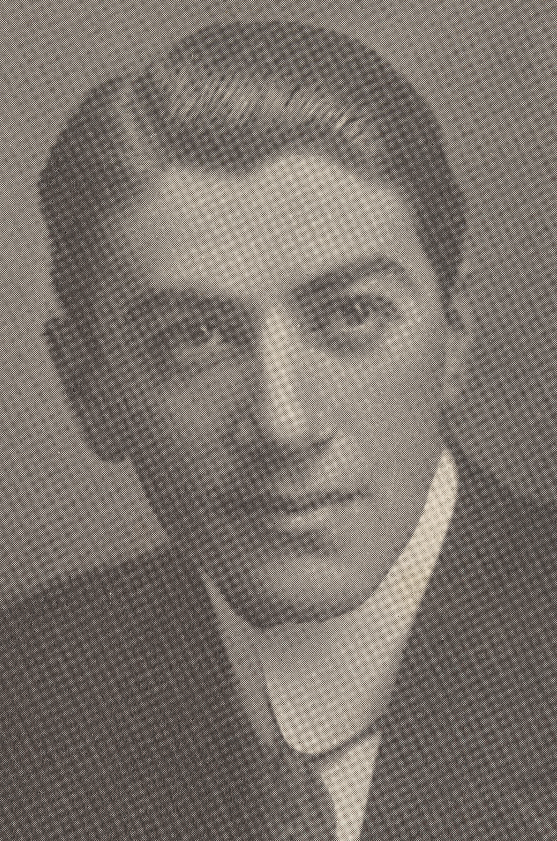

마틴 포스트(Martin Faust, 1886년 1월 16일 ~ 1943년 7월 20일)는 미국의 배우, 영화배우, 연극 배우이다.
포킵시에서 태어났으며 로스앤젤레스에서 사망하였다.

## 영화
- 디스 이즈 더 아미 (1943년)
- 노스 스타 (1943년)
- 언홀리 파트너스 (1941년) - 리포터 역
- 훌라벌루 (1940년)
- 조로 파이팅 리전 (1939년)
- 라모나 (1936년)
- 바르바리 해안 (1935년)
- 후피! (1930년)